# Nacmierz
Nacmierz (także Niećmierz) – małe jezioro na Wysoczyźnie Łobeskiej, położone w gminie Łobez, w powiecie łobeskim, w woj. zachodniopomorskim. Powierzchnia zbiornika wynosi 0,9 ha.
Nacmierz w typologii rybackiej jest jeziorem karasiowym.
Ok. 0,15 km na północ od jeziora przebiega droga wojewódzka nr 147. Ok. 0,9 km na wschód do Nacmierza przepływa rzeka Rega, a ok. 0,5 km na południowy zachód znajduje się Jezioro Strzemielskie.